# Градината на мъките
Градината на мъките (на френски: Le Jardin des supplices) е роман, написан през 1899 г. от френския писател Октав Мирбо.

## Превод на български език
- Градината на мъките, 1909 – 1911 – 1992 (Търново, Абагар; Прев. от рус. Георги Ст. Шопов, 128 с; ISBN 954-427-015-9).
- Градината на мъченията, Плевен, Евразия-Абагар, Колекция Славата на Франция, N° 3 (Прев. от фр. Теодор Михайлов – Красимир Мирчев., 179 с.; ISBN 954-450-051-0).

## Цитати
- „Портите на живота правят път на едно-единствено нещо, отварят се само пред дворците и градините на смъртта. И вселената ми изглежда като огромна, неумолима градина на мъченията.“
- „Вселената ми изглежда като огромна, неумолима градина на мъченията. Кръвта е навсякъде, а там, където има най-много живот, ужасни мъчители разкъсват плътта ти, режат с трион костите ти и след това връщат кожата на мястото и със зловещо щастливи лица. Градината на мъченията ! Страсти, влечения, алчност, омраза и лъжи; закони, обществени институции, права, любов, слава, геройство и религия: тези са чудовищни цвета, които растат в нея – отвратителните инструменти, с които кара хората вечно да страдат. Това, което видях и чух днес съществува, ридае и вие отвъд тази градина, която за мен е просто символ на цялата земя. Напразно търсих отсрочка в тишината и отговор в смъртта – не мога да ги открия никъде.“